# Critérios de Copenhaga
Os Critérios de Copenhaga são as regras que definem se um país é elegível para aderir à União Europeia. Os critérios exigem que o estado tenha instituições que preservem a democracia e os direitos humanos, sderia a uma economia de mercado e assuma as suas obrigações dentro da União Europeia.
Qualquer país que apresente a sua candidatura para aderir à União Europeia deve respeitar as condições impostas pelo artigo 49.º e os princípios do n.º 1 do artigo 6.º do Tratado de Maastricht. Neste contexto, em 1993, o Conselho Europeu de Copenhaga formulou critérios que foram reforçados aquando do Conselho Europeu de Madrid, em 1995.

## Critérios
Para aderir à União Europeia, um Estado deve cumprir três critérios:
Critério político
A existência de instituições estáveis que garantam a democracia, o Estado de direito, os Direitos humanos, o respeito pelas minorias e a sua protecção. 
Para que o Conselho Europeu decida a abertura das negociações, deve ser cumprido este critério. 
Critério económico
A existência de uma economia de mercado que funcione efectivamente e capacidade de fazer face às forças de mercado e à concorrência da União.
Critério do acervo comunitário
A capacidade para assumir as obrigações decorrentes da adesão, incluindo a adesão aos objetivos de união política, económica e monetária.